# Шаховська Наталія Богданівна
Шаховська Наталія Богданівна (нар. 2 грудня 1978, Львів) — українська науковиця, доктор технічних наук, професор, засновниця кафедри систем штучного інтелекту та директорка Інституту комп'ютерних наук та інформаційних технологій університету «Львівська політехніка». З 28 травня 2025 року — ректор Національного університету «Львівська політехніка».

## Життєпис
Народилася 2 грудня 1978 року в місті Львові. У 1995 році вступила на навчання до «Львівської політехніки» на кафедру інформаційних систем та мереж. 2000 року отримала диплом магістра зі спеціальності «Системи підтримки прийняття рішень».
З 2001 року до 2007 року працювала асистентом кафедри інформаційних систем і мереж Інституту комп'ютерних наук та інформаційних технологій Національного університету «Львівська політехніка».
З 2007 року до 2013 року працювала доцентом кафедри інформаційних систем і мереж.
З вересня 2013 року до 2018 року працювала професором кафедри інформаційних систем і мереж та деканом Інституту комп'ютерних наук та інформаційних технологій Національного університету «Львівська політехніка».
З липня 2018 року очолювала новостворену кафедру «Системи штучного інтелекту».

## Професійна діяльність
У 2007 році успішно захистила кандидатську дисертацію на тему: «Моделювання невизначеності у сховищах даних на основі реляційного підходу».
У жовтні 2012 року успішно захистила докторську дисертацію на тему: «Організація просторів даних у складних інформаційних системах».
З 2016 року є співорганізатором Щорічної міжнародної науково-практичної конференції «Computer Sciences and Information Technologies» (CSIT), матеріали якої індексуються у наукометричних базах Scopus та Web of Sciences.
З 2018 року професорка організовує Міжнародний воркшоп «Informatics and Data-Driven Medicine» (IDDM), матеріали якого індексуються у наукометричних базах Scopus та DBLP.
Навчальна діяльність:
- Штучний інтелект в ігрових застосуваннях, Національний університет «Львівська політехніка»;
- Big data processing, University of Lodz, Лодзь, Польща;
- Neurocontroller, University of Wuerzburg, Вюрцбург, Німеччина;
- Artificial Intelligence, University of Economics, Бидгощ, Польща;
- Intelligent support systems, University of Economics, Бидгощ, Польща;

Є учасником Вченої ради «Львівської політехніки», керівником магістерської освітньої програми.
Наукові інтереси: аналіз великих даних, інтелектуальні системи підтримки прийняття рішень, методи інтеграції та агрегації даних, методи усунення невизначеностей, проектування розподілених інформаційних систем.
Є науковим координатором та учасником міжнародного наукового проєкту «Hub-laboratory Internet of things» програми Horizon2020 cascade funding.
Станом на 2018 рік, під керівництвом професорки захищено 7 кандидатських дисертацій:
1. «Методи та засоби екстракції та аналізу слабоструктурованих текстових даних на основі документо-орієнтованого графа», Швороб Ірина Богданівна (2018 р.)[7]
2. «Методи та засоби опрацювання інформаційних ресурсів великих даних в системах територіального управління», Болюбаш Юрій Ярославович (2017 р.)[8]
3. «Методи та алгоритми побудови хмаркових сховищ даних у розподілених інформаційних системах», Струбицький Ростислав Павлович (2017 р.)
4. «Методи та засоби аналізу текстів публікацій для дослідження діяльності наукових шкіл», Нога Роман Юрійович (2015 р.)
5. «Методи та засоби призначення лікування на основі систем підтримки прийняття рішень», Мельникова Наталія Іванівна (2014 р.)
6. «Методи та засоби підвищення життєздатності вебсайту як інформаційного продукту», Вовк Олена Борисівна (2013 р.)
7. «Математичне та програмне забезпечення виявлення кон'юнктивних асоціативних залежностей у реляційних базах даних», Пшеничний Олександр Юрійович (2013 р.)

### Участь в конференціях
У 2015 році взяла участь у закордонній конференції «International Conference on Computational Problems of Electrical Engineering» як keynote-speaker.
У 2016 році взяла участь у бізнес форумі BIT-2016 як один з основних спікерів з доповіддю «Hub-laboratory Internet of things».
Учасник програмних комітетів вітчизняних та закордонних конференцій:
- 7th International Conference on Computational Collective Intelligence Technologies and Applications, Нікосія, Кіпр;
- 8th International Conference on Computational Collective Intelligence, Халкідіки, Греція, 27-29 вересня, 2016[11];
- 13th ACS/IEEE International Conference on Computer Systems and Applications) Агадір, Марокко, 29 листопада — 2 грудня, 2016[12];
- 7th International Conference on Computational Collective Intelligence Technologies and Applications, Нікосія, Кіпр;
- 9th Asian Conference on Intelligent Information and Database Systems, 3-5 квітня 2017, Канадзава, Японія[13];
- 9th International Conference on Computational Collective Intelligence) 27 — 29 вересня, 2017, Нікосія, Кіпр[14];
- 10th Asian Conference on Intelligent Information and Database Systems, 19-21 березня 2018, Донгхой, В'єтнам[15];
- 8th Asian Conference on Intelligent Information and Database Systems, 8-11 квітня 2019, Джок'якарта, Індонезія[16].

### Наукові публікації
У науковому доробку понад 300 наукових праць, серед яких є монографії, розділи закордонних монографій, публікації у фахових та закордонних журналах, матеріали міжнародних науково-практичних конференцій. Бере участь у кафедральних та міжкафедральних наукових семінарах.
Основні публікації
1. Shakhovska, N., Vovk, O., Kryvenchuk, Y.: Uncertainty reduction in Big data catalogue for information product quality evaluation. Eastern European Journal of Enterprise Technologies, Volume 1, Issue 2-91, 12-20 (2018). Doi: 1-.15587/1729-4061.2018.123064
2. Shakhovska, N. B., & Noha, R. Y. (2015). Methods and tools for text analysis of publications to study the functioning of scientific schools. Journal of Automation and Information Sciences, 47(12). DOI: 10.1615/JAutomatInfScien.v47.i12.30
3. Shakhovska, N., Medykovskyj, M., Bychkovska, L.Building a smart news annotation system for further evaluation of news validity and reliability of their sources, 2015, Przeglad Elektrotechniczny 91(7), pp 43-46. DOI: 10.15199/48.2015.07.14
4. Kosar, O., & Shakhovska, N. (2018, September). An Overview of Denoising Methods for Different Types of Noises Present on Graphic Images. In Advances in Intelligent Systems and Computing (pp. 38-47). Springer, Cham. DOI: 10.1007/978-3-030-01069-0_4
5. Kryvenchuk, Y., Shakhovska, N., Melnykova, N., & Holoshchuk, R. (2018, September). Smart Integrated Robotics System for SMEs Controlled by Internet of Things Based on Dynamic Manufacturing Processes. In Advances in Intelligent Systems and Computing (pp. 535—549). Springer, Cham. DOI: 10.1007/978-3-030-01069-0_13
6. Shakhovska, N., Nych, L., & Kaminskyj, R. (2017). The Identification of the Operator's Systems Images Using the Method of the Phase Portrait. In Advances in Intelligent Systems and Computing (pp. 241—253). Springer, Cham.  DOI: 10.1007/978-3-319-45991-2_16
7. Shakhovska, N., Boyko, N., & Pukach, P. (2018, September). The Information Model of Cloud Data Warehouses. In Advances in Intelligent Systems and Computing (pp. 182—191). Springer, Cham. DOI: 10.1007/978-3-030-01069-0_38
8. Shakhovska, N., Vovk, O., Hasko, R., & Kryvenchuk, Y. (2017, September). The method of big data processing for distance educational system. In Advances in Intelligent Systems and Computing (pp. 461—473). Springer, ChamDOI: 10.1007/978-3-319-70581-1_33
9. Shakhovska, N., Vysotska, V., & Chyrun, L. (2017). Intelligent systems design of distance learning realization for modern youth promotion and involvement in independent scientific researches. In Advances in Intelligent Systems and Computing (pp. 175—198). Springer, Cham. DOI: 10.1007/978-3-319-45991-2_12
10. Shakhovska, N., Duda, O., Matsiuk, O., Bolyubash, Y., & Vovnyanka, R. (2018, September). Analysis of the Activity of Territorial Communities Using Information Technology of Big Data Based on the Entity-Characteristic Mode. In Advances in Intelligent Systems and Computing (pp. 155—170). Springer, Cham DOI: 10.1007/978-3-030-01069-0_11
11. Kryvenchuk, Y. P., Shakhovska, N. B., Vovk, О. B., & Melnykova, N. I. (2018). Computer modeling of functions for the transformation of optical schemes of measurement of temperature constructed on raman effect and structure of the algorithm of their research. Radio Electronics, Computer Science, Control, (3).) (WoS) DOI 10.15588/1607-3274-2018-3-3
12. Shakhovska, N. B., Bolubash, Y. J., & Veres, O. M. (2015, February). Big data federated repository model. In The Experience of Designing and Application of CAD Systems in Microelectronics (pp. 382—384). IEEE. DOI: 10.1109/CADSM.2015.7230882
13. Veres, O., & Shakhovska, N. (2015, September). Elements of the formal model big date. In 2015 XI International Conference on Perspective Technologies and Methods in MEMS Design (MEMSTECH) (pp. 81-83). IEEE.
14. Shakhovska, N., & Shvorob, I. (2015, September). The method for detecting plagiarism in a collection of documents. In 2015 Xth International Scientific and Technical Conference" Computer Sciences and Information Technologies"(CSIT) (pp. 142—145). IEEE. DOI: 10.1109/STC-CSIT.2015.7325453
15. Shakhovska, N., Veres, O., Bolubash, Y., & Bychkovska-Lipinska, L. (2015, September). Data space architecture for Big Data managering. In 2015 Xth International Scientific and Technical Conference" Computer Sciences and Information Technologies"(CSIT) (pp. 184—187). IEEE. DOI: 10.1109/STC-CSIT.2015.7325461
16. Bobalo, Y., Stakhiv, P., & Shakhovska, N. (2015, September). Features of an eLearning software for teaching and self-studying of electrical engineering. In 2015 16th International Conference on Computational Problems of Electrical Engineering (CPEE) (pp. 7-9). IEEE. DOI: 10.1109/CPEE.2015.7333324
17. Shakhovska, N., & Shamuratov, O. (2016, September). The structure of information systems for environmental monitoring. In 2016 XIth International Scientific and Technical Conference Computer Sciences and Information Technologies (CSIT) (pp. 102—107). IEEE. DOI: 10.1109/STC-CSIT.2016.7589880
18. Shakhovska, N., Vysotska, V., & Chyrun, L. (2016, September). Features of e-learning realization using virtual research laboratory. In 2016 XIth International Scientific and Technical Conference Computer Sciences and Information Technologies (CSIT) (pp. 143—148). IEEE. DOI: 10.1109/STC-CSIT.2016.7589891
19. Bobalo, Y., Stakhiv, P., & Shakhovska, N. (2016, September). The system of remote Education Resource Center elements development. In 2016 17th International Conference Computational Problems of Electrical Engineering (CPEE) (pp. 1-4). IEEE. DOI: 10.1109/CPEE.2016.7738729
20. Kosar, O., & Shakhovska, N. (2018, September). The Methods for Evaluating the Quality of Images with Different Types of Noise. In 2018 IEEE 13th International Scientific and Technical Conference on Computer Sciences and Information Technologies (CSIT) (Vol. 1, pp. 326—329). IEEE. DOI: 10.1109/STC-CSIT.2018.8526693
21. Boyko, N., & Shakhovska, N. (2018, September). Prospects for Using Cloud Data Warehouses in Information Systems. In 2018 IEEE 13th International Scientific and Technical Conference on Computer Sciences and Information Technologies (CSIT) (Vol. 2, pp. 136—139). IEEE. DOI: 10.1109/STC-CSIT.2018.8526745
22. Pukach, P., Il'kiv, V., Nytrebych, Z., Vovk, M., Shakhovska, N., & Pukach, P. (2018, September). Galerkin Method and Qualitative Approach for the Investigation and Numerical Analysis of Some Dissipative Nonlinear Physical Systems. In 2018 IEEE 13th International Scientific and Technical Conference on Computer Sciences and Information Technologies (CSIT) (Vol. 1, pp. 143—146). IEEE. DOI: 10.1109/STC-CSIT.2018.852674
23. Boyko, N., Basystiuk, O., & Shakhovska, N. (2018, August). Performance Evaluation and Comparison of Software for Face Recognition, Based on Dlib and Opencv Library. In 2018 IEEE Second International Conference on Data Stream Mining & Processing (DSMP) (pp. 478—482). IEEE. DOI: 10.1109/DSMP.2018.8478556
24. Boyko, N., Sviridova, T., & Shakhovska, N. (2018, June). Use of machine learning in the forecast of clinical consequences of cancer diseases. In 2018 7th Mediterranean Conference on Embedded Computing (MECO) (pp. 1-6). IEEE. DOI: 10.1109/MECO.2018.8405985
25. Shakhovska, N. (2017, September). The method of Big data processing. In 2017 12th International Scientific and Technical Conference on Computer Sciences and Information Technologies (CSIT) (Vol. 1, pp. 122—126). IEEE. DOI: 10.1109/STC-CSIT.2017.8098751
26. Arzubov, M., Shakhovska, N., & Lipinski, P. (2017, September). Analyzing ways of building user profile based on web surf history. In 2017 12th International Scientific and Technical Conference on Computer Sciences and Information Technologies (CSIT) (Vol. 1, pp. 377—380). IEEE. DOI: 10.1109/STC-CSIT.2017.8098809
27. Bobalo, Y., Stakhiv, P., & Shakhovska, N. (2017, September). Training studying system of electrical disciplines for students with special needs. In 2017 18th International Conference on Computational Problems of Electrical Engineering (CPEE) (pp. 1-4). IEEE. DOI: 10.1109/CPEE.2017.8093086
28. Melnykova, N., Shakhovska, N., & Sviridova, T. (2017, February). The personalized approach in a medical decentralized diagnostic and treatment. In 2017 14th International Conference The Experience of Designing and Application of CAD Systems in Microelectronics (CADSM) (pp. 295—297). IEEE. DOI: 10.1109/CADSM.2017.7916139
29. Shakhovska N., Shakhovska K., Fedushko S. Some Aspects of the Method for Tourist Route Creation. Proceedings of the International Conference of Artificial Intelligence, Medical Engineering, Education (AIMEE2018). Advances in Artificial Systems for Medicine and Education II. Volume 902, 2019.

### Монографії та навчальні посібники
Монографії
1. Артеменко О. І., Шаховська Н. Б. та ін. Інформаційні технології моделювання процесів розвитку туристичних та інфокомунікаційних комплексів на основі фізичних аналогій. Львів: «Новий Світ — 2000», 2015, 334С.

Головний редактор таких випусків монографій групи B (Springer, Cham)
1. Advances in Intelligent Systems and Computing, Series Volume 512. Shakhovska, N. (Ed), 2017.
2. Advances in Intelligent Systems and Computing II, Series Volume 689, Shakhovska, N. (Ed), Stepashko, V. (Ed), 2018.
3. Advances in Intelligent Systems and Computing III, Series Volume 871, Shakhovska, N. (Ed), Medykovskyy, M. O. (Ed), 2019.

Розділи закордонних колективних монографій (Springer, Cham)
1. Kosar, O., & Shakhovska, N. (2018, September). An Overview of Denoising Methods for Different Types of Noises Present on Graphic Images. In Advances in Intelligent Systems and Computing (pp. 38-47). Springer, Cham. DOI: 10.1007/978-3-030-01069-0_4
2. Kryvenchuk, Y., Shakhovska, N., Melnykova, N., & Holoshchuk, R. (2018, September). Smart Integrated Robotics System for SMEs Controlled by Internet of Things Based on Dynamic Manufacturing Processes. In Advances in Intelligent Systems and Computing (pp. 535—549). Springer, Cham. DOI: 10.1007/978-3-030-01069-0_38
3. Shakhovska, N., Boyko, N., & Pukach, P. (2018, September). The Information Model of Cloud Data Warehouses. In Advances in Intelligent Systems and Computing s (pp. 182—191). Springer, Cham. DOI: 10.1007/978-3-030-01069-0_13
4. Shakhovska, N., Vovk, O., Hasko, R., & Kryvenchuk, Y. (2017, September). The method of big data processing for distance educational system. In Advances in Intelligent Systems and Computing (pp. 461—473). Springer, Cham.  DOI: 10.1007/978-3-319-70581-1_33
5. Shakhovska, N., Vysotska, V., & Chyrun, L. (2017). Intelligent systems design of distance learning realization for modern youth promotion and involvement in independent scientific researches. In Advances in Intelligent Systems and Computing (pp. 175—198). Springer, Cham. DOI: 10.1007/978-3-319-45991-2_12
6. Shakhovska, N., Duda, O., Matsiuk, O., Bolyubash, Y., & Vovnyanka, R. (2018, September). Analysis of the Activity of Territorial Communities Using Information Technology of Big Data Based on the Entity-Characteristic Mode. In Advances in Intelligent Systems and Computing (pp. 155—170). Springer, Cham DOI: 10.1007/978-3-030-01069-0_11
7. Shakhovska, N., Nych, L., & Kaminskyj, R. (2017). The Identification of the Operator's Systems Images Using the Method of the Phase Portrait. In Advances in Intelligent Systems and Computing (pp. 241—253). Springer, Cham.  DOI: 10.1007/978-3-319-45991-2_16

## Нагороди та наукові визнання
- Подяка за розробку нової освітньої програми «Системна інженерія (Інтернет речей)» спеціальність 122 «Комп'ютерні науки та інформаційні технології» в Національного університету «Львівська політехніка»;
- Почесна грамота за багаторічну сумлінну працю, особистий внесок в розвиток національної освіти і науки та з нагоди професійного свята Дня науки (2011);
- Подяка за багаторічну плідну працю, високий професіоналізм, вагомі дослідження у науковій та науково-організаційній роботі та з нагоди Дня науки (2013);
- Диплом обласної премії відомим ученим і знаним фахівцям за значні досягнення в галузі науки, які сприяють соціально-економічним перетворенням у регіоні й утверджують високий авторитет науковців Львівщини в Україні та світі.

## Громадська діяльність
З її ініціативи підписано тристоронній меморандум про розуміння між Львівською політехнікою, Асоціацією підприємців України і ЛОДА про створення центру Індустрії 4.0[джерело?].
2015 року стала героїнею мотиваційного шоу Святослава Драбчука «Люди дії».
З 2018 року організовує семінари і лекції для студентів програми «Штучний інтелект». Зокрема, відбулись лекції професорів з Німеччини та Норвегії, лекції професорів з вітчизняних ЗВО та представників ІТ-компаній[джерело?]